# Gama (Colombia)
Gama è un comune della Colombia facente parte del dipartimento di Cundinamarca.
Il centro abitato venne fondato da Miguel de Ibarra nel 1846, mentre l'istituzione del comune è del 5 gennaio 1905.